# Північно-Єнісейський район
Північно-Єнісейськ район (рос. Северо-Енисейский район) — адміністративна одиниця та муніципальне утворення в центральній частині Красноярського краю. Адміністративний центр — смт Північно-Єнісейський.

## Географія
Розташований на правому березі Єнісею на Середньо-Сибірському плоскогір'я в центральній частині Єнісейського кряжу. Найвища точка - гора Єнашимський Полкан  (1125 м) в 70 км на південь від районного центру. Площа території - 47242 км². Протяжність району зі сходу на захід - 230 км, з півночі на південь - 320 км.
Віддаленість від Красноярська - 660 км. Найближчий місто Єнісейськ - 300 км. Район є важкодоступним для автомобільного транспорту через відсутність доріг з твердим покриттям і залежно від роботи поромної переправи через Єнісей (в районі смт. Єпішино).
На заході і півдні межує з Мотигінським та Єнісейським районами, зі сходу і півночі - з Евенкійський районом.
90% території району (бл. 45 тис. км²) складають лісові масиви, переважно  темнохвойних, утворені модриновими,  кедровими, смерековими, сосновими та березово-осиковими лісами.
Великі водні артерії району - річки правобережного басейну Єнісею - Великий Піт,  Вельмо, Єнашимо, Сухий Піт, Тея, льодохід на яких починається в кінці квітня-початку травня.
Серед корисних копалин переважають золото, залізні та марганцеві руди, вугілля, уран, торій, сурма.

## Історія
Історія району нерозривно пов'язана з історією розвитку золотодобування на території Єнісейської губернії. У тридцятих роках XIX століття в районі велася розвідка і видобуток розсипного і жильного золота на родовищах в долинах річок Актолік, Вангаш, Єнашимо, Калами, Огня, Севаглікон, Тея, Чиримба. В 1886 році розроблялися вже більше 500 копалень. На початку XX століття на копальні Каліфорнійський розпочала роботу одна з перших плавучих фабрик - драг, що поклала початок розвитку дражного флоту Єнісейської губернії.
Північно-Єнісейський район як адміністративна одиниця утворений 1 квітня 1932 року.

## Населення
Населення - 10 804 особи. Національний склад - росіяни, українці, татари, німці, евенки та ін.

## Економіка
Основне заняття населення - золотодобувна промисловість, лісозаготівлі, мисливський промисел.
Для Північно-Єнісейського району характерний високий показник середньої заробітної плати, що обумовлено спеціалізацією району на видобутку золота.